# Augusta Constantia von Friesen
Augusta Constantia Gräfin von Friesen, geb. Gräfin von Cosel (* 24. Februar 1708; † 2. Februar 1728) war die erste Tochter des sächsischen Kurfürsten Friedrich August I., auch August der Starke genannt, mit seiner Mätresse Anna Constantia Gräfin von Cosel und Ehefrau von Heinrich Friedrich Graf von Friesen, einem späteren kursächsischen General der Infanterie und Diplomaten.

## Leben
Augusta Constantia wurde als erste Tochter Augusts des Starken mit seiner Mätresse Anna Constantia von Cosel geboren. Nachdem ihre Mutter 1713 beim sächsischen Kurfürsten in Ungnade gefallen war, wurde sie zusammen mit ihrer jüngeren Schwester Friederike Alexandrine zunächst nach Gut Depenau im heutigen Schleswig-Holstein verbracht, wo sie die nächsten Jahre bei ihrer Großmutter Anna Margarethe von Brockdorff aufwuchs.
Ab 1721 wurden von Cosels Kinder unter der Obhut ihres Onkels Woldemar von Löwendal, kursächsischer Oberhofmarschall und zu jener Zeit auch Kabinettsbesitzer, und dessen Frau Benedicta Margaretha aufgezogen.
Im Alter von 17 Jahren wurde Augusta Constantia 1725 mit dem 27 Jahre älteren Heinrich Friedrich Graf von Friesen, dem damaligen kursächsischen Oberfalkenmeister, späteren General der Infanterie und Diplomaten verheiratet. Der sächsische Kurfürst ließ standesgemäß auf Schloss Pillnitz eine dreiwöchige Hochzeit ausrichten. Die Trauung nahm der kursächsische Oberhofprediger Bernhard Walther Marperger im Beisein Augusts des Starken am 3. Juni 1725 vor. Eine Abschrift des von ihm gehaltenen Trauungssermons gelangte später in das Beyernaumburger Gutsarchiv, dessen Bestand heute am Standort Wernigerode des Landesarchivs Sachsen-Anhalt aufbewahrt wird.
In ihrer kurzen Ehezeit gebar Augusta Constantia zwei Söhne. Der älteste Sohn Friedrich von Friesen kam 1726 zur Welt, starb jedoch schon 1732 in Königsbrück. Sein jüngerer Bruder August Heinrich von Friesen wurde am 25. November 1727 geboren. Er verstarb ohne Erben mit 28 Jahren in Frankreich. Beide Söhne verloren mit dem frühen Tod Augusta Constantias von Friesen noch im Kleinkindalter ihre Mutter. Diese war Anfang 1728 an den Pocken erkrankt, denen sie kurz vor ihrem zwanzigsten Geburtstag erlag. Ihr Grab befindet sich in der Gruft der Schönfelder Kirche bei Dresden unter dem Chorraum. Hier wurden mehrere Mitglieder der Familie von Friesen beigesetzt.

## Familie
Aus der Ehe mit von Friesen ging unter anderen der Sohn August Heinrich von Friesen (1727–1755) hervor.